# Союз комуністів Сербії
Союз комуністів Сербії (серб. Савез комуниста Србије, Savez komunista Srbije) — комуністична партія Сербії, заснована в травні 1945 року як підрозділ Комуністичної партії Югославії.

## Члени
У 1981 році Союз комуністів Сербії нараховував 907 672 членів (з яких 203 350 — Союз комуністів Воєводини та 91 381 — Союз комуністів Косова).

## Кінець
При об'єднанні Союзу комуністів Сербії і Соціалістичного союзу трудового народу Сербії 16 липня 1990 року виникла Соціалістична партія Сербії, прямий спадкоємець КП Сербії.

## Джерело
- Драгослав Јанковић, ИСТОРИЈСКА БИБЛИОТЕКА [Архівовано 16 Серпня 2016 у Wayback Machine.]